# Serra de Montesinho
A serra de Montesinho (grafia arcaica Montezinho) é uma serra em Portugal Continental e Espanha (onde é designada Sierra de La Parada), com um máximo altimétrico de 1486 metros em Portugal e 1735 metros em Espanha. A parte portuguesa situa-se no Alto Trás-os-Montes, nos concelhos de Bragança e Vinhais. Aí tem lugar o Parque Natural de Montesinho.
Trata-se de uma serra em Portugal e Espanha. O ponto denominado "Lombada Grande", o mais alto do lado Português, não se trata do cume montanhoso, mas sim de uma pequena elevação secundária na cumeeira que atinge uma maior altitude do lado Espanhol (como Sierra de La Parada), e que constitui apenas o prolongamento para sudeste da Sierra de la Gamoneda.

## Geologia
A Serra de Montesinho inclui um maciço granítico constituído por granitos de duas micas (essencialmente biotítico) de grão médio a grosseiro, e possui no seu topo uma estreita cobertura da formação de xistos do Landeiliano.